# Blanchefosse-et-Bay
Blanchefosse-et-Bay è un comune francese di 156 abitanti situato nel dipartimento delle Ardenne nella regione del Grand Est. Fu istituito il 29 dicembre 1973 dalla fusione dei vecchi comuni di Bay e di Blanchefosse.

## Società

### Evoluzione demografica
Abitanti censiti